# Song (estat)
'Song (xinès: 宋) va ser un estat durant la dinastia Zhou de l'antiga Xina, amb capital a Shangqiu.
L'estat es va fundar poc després que el rei Wu de Zhou conquerís la dinastia Shang per establir la dinastia Zhou l'any 1046 aC a la batalla de Muye.
L'any 701 aC el matrimoni entre la dama Yong de Song i el duc Zhuang de Zheng, i la captura de Zhai Zhong, va donar poder a Song per manipular l'administració de Zheng. El Duc Xiang de Song, que va regnar del 651 aC al 637 aC. fou considerat un dels cinc hegemons, però no va poder mantenir aquest paper i va caure davant les tropes de Chu.
L'any 355 aC, Dai Ticheng, parent llunyà de la línia reial governant i una vegada ministre del duc Huan II, va aconseguir usurpar el tron. L'any 328 aC, Dai Yan, un germà petit de Ticheng, va prendre el tron i es va declarar rei Kang de Song, i Ticheng va ser assassinat o exiliat. El rei era ambiciós i havia aconseguit vèncer les tropes de Chu, Wei i Qi i annexionar Teng, però el regne va ser conquerit per l'estat de Qi l'any 286 aC, amb tropes de Chu i Wei servint en nom de Qi. Qin, que havia estat un aliat de Song, es va negar a intervenir per raons estratègiques i diplomàtiques després de ser convençut per Su Dai de Wei. Les prediccions de Su es van demostrar correctes i Qin es va beneficiar de la caiguda del seu antic aliat. Tradicionalment es considera que Confuci era descendent d'un noble Song que es va traslladar a l'estat de Lu.